# Трапеция (телебалет)
«Трапе́ция» — цветной телевизионный балет 1970 года режиссёров Ф. С. Слидовкера и В. В. Смирнова-Голованова в хореографии Н. И. Рыженко на музыку С. С. Прокофьева по мотивам балета «Трапеция», поставленного русским балетмейстером Б. Г. Романовым в 1925 году.
Сценарий телебалета отличается от оригинальной версии либретто балета Б. Г. Романова «Трапеция» 1925 года. Первые два номера музыки С. С. Прокофьева к балету «Трапеция» считались утерянными, поэтому в телебалете звучит не оригинальная, а их восстановленная С. Р. Сапожниковым версия по Дивертисменту композитора, op. 43.

## История создания
С конца 1960-х годов балетмейстеры Большого театра В. В. Смирнов-Голованов и Н. И. Рыженко на творческом объединении «Экран» создали ряд телебалетов с использованием специфики кинематографических приёмов для гармоничного сочетания выразительных средств музыкального театра с возможностями телевидения. Одной из этих работ является телебалет «Трапеция». В телебалете представлен счастливый конец истории циркачей, что отличается от мрачной и гротескной концовки балета Б. Г. Романова «Трапеция» 1925 года.

## Сюжет
Девочка очарована цирком. Ей хотелось бы стать Балериной, выступающей на трапеции высоко под куполом. Арлекин знакомится с Девочкой и вводит её в мир цирка. При виде этого Балерина испытывает ревность, начинает строить козни и отказывается от выступления. Во избежание срыва представления Девочке предлагают занять место Балерины. Мечта Девочки сбылась — она выступает на трапеции под куполом цирка.

## В ролях
Циркачи:
- Арлекин — Владимир Васильев
- Девочка — Екатерина Максимова
- Балерина — Людмила Власова
- Силач — Виктор Смирнов
- Акробат — Борис Барановский

Музыканты:
- Гобой — Михаил Хейфец
- Кларнет — Лев Михайлов
- Скрипка —  В. Соколова
- Альт — Георгий Капитонов
- Контрабас — Родион Азархин
- Дирижёр — Сергей Сапожников

## Музыка к телебалету
Первые два музыкальных номера телебалета были ретранскрибированы С. Р. Сапожниковым из Дивертисмента С. С. Прокофьева, op. 43. Остальные шесть номеров взяты из Квинтета для гобоя, кларнета, скрипки, альта и контрабаса, op. 39. За исключением исполнителя партии скрипки составы квинтетов в телебалете и в записи музыки Прокофьева к балету «Трапеция» на пластинке фирмы Мелодия СМ 02593-4, 1971 года совпадают.

## Съёмочная группа
- Режиссёры—постановщики — Ф. С. Слидовкер, В. В. Смирнов-Голованов
- Композитор — С. С. Прокофьев
- Оператор-постановщик — Ф. А. Кефчиян
- Балетмейстер — Н. И. Рыженко
- Художник —  Ф. А. Кефчиян
- Производство — творческое объединение «Экран»